# Saint-Nicolas-aux-Bois
Pour les articles homonymes, voir Saint-Nicolas.
Saint-Nicolas-aux-Bois est une commune française située dans le département de l'Aisne, en région Hauts-de-France.

## Géographie

### Hydrographie
La commune est située dans le bassin Seine-Normandie. Elle est drainée par le ruisseau de la Bovette, le cours d'eau 01 de la commune de Saint-Nicolas-aux-Bois, le cours d'eau 02 de la commune de Saint-Nicolas-aux-Bois et le cours d'eau 03 de la commune de Saint-Nicolas-aux-Bois,,.

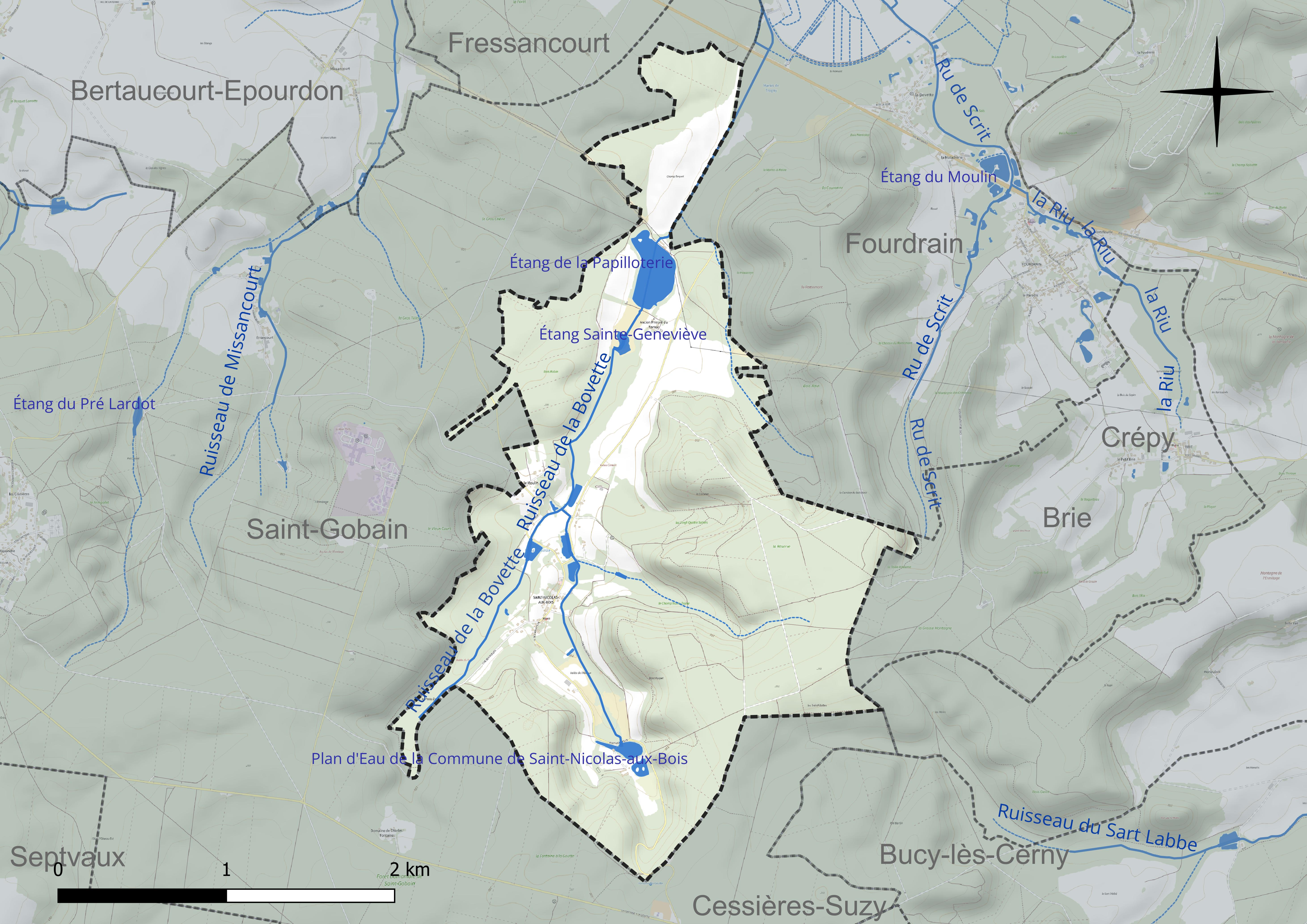
Réseau hydrographique de Saint-Nicolas-aux-Bois.

Quatre plans d'eau complètent le réseau hydrographique : le plan d'eau de la commune de Saint-Nicolas-aux-Bois (0,7 ha), l'étang de la Papilloterie (8 ha), l'étang du Suisse (0,8 ha) et l'étang Sainte-Geneviève (0,3 ha),.

### Climat
Pour des articles plus généraux, voir Climat des Hauts-de-France et Climat de l'Aisne.
En 2010, le climat de la commune est de type climat océanique dégradé des plaines du Centre et du Nord, selon une étude du CNRS s'appuyant sur une série de données couvrant la période 1971-2000. En 2020, Météo-France publie une typologie des climats de la France métropolitaine dans laquelle la commune est exposée à un climat océanique altéré et est dans la région climatique Nord-est du bassin Parisien, caractérisée par un ensoleillement médiocre, une pluviométrie moyenne régulièrement répartie au cours de l'année et un hiver froid (3 °C).
Pour la période 1971-2000, la température annuelle moyenne est de 10,3 °C, avec une amplitude thermique annuelle de 15,2 °C. Le cumul annuel moyen de précipitations est de 773 mm, avec 12,1 jours de précipitations en janvier et 8,6 jours en juillet. Pour la période 1991-2020, la température moyenne annuelle observée sur la station météorologique la plus proche, située sur la commune d'Aulnois-sous-Laon à 13 km à vol d'oiseau, est de 11,0 °C et le cumul annuel moyen de précipitations est de 685,6 mm,. Pour l'avenir, les paramètres climatiques de la commune estimés pour 2050 selon différents scénarios d'émission de gaz à effet de serre sont consultables sur un site dédié publié par Météo-France en novembre 2022.

## Urbanisme

### Typologie
Au 1er janvier 2024, Saint-Nicolas-aux-Bois est catégorisée commune rurale à habitat dispersé, selon la nouvelle grille communale de densité à 7 niveaux définie par l'Insee en 2022.
Elle est située hors unité urbaine. Par ailleurs la commune fait partie de l'aire d'attraction de Laon, dont elle est une commune de la couronne,. Cette aire, qui regroupe 106 communes, est catégorisée dans les aires de 50 000 à moins de 200 000 habitants,.

### Occupation des sols
L'occupation des sols de la commune, telle qu'elle ressort de la base de données européenne d'occupation biophysique des sols Corine Land Cover (CLC), est marquée par l'importance des forêts et milieux semi-naturels (77 % en 2018), en augmentation par rapport à 1990 (69,8 %). La répartition détaillée en 2018 est la suivante : 
forêts (73,4 %), terres arables (10,9 %), zones urbanisées (7,9 %), prairies (4,2 %), milieux à végétation arbustive et/ou herbacée (3,6 %).
L'évolution de l'occupation des sols de la commune et de ses infrastructures peut être observée sur les différentes représentations cartographiques du territoire : la carte de Cassini (XVIIIe siècle), la carte d'état-major (1820-1866) et les cartes ou photos aériennes de l'IGN pour la période actuelle (1950 à aujourd'hui).

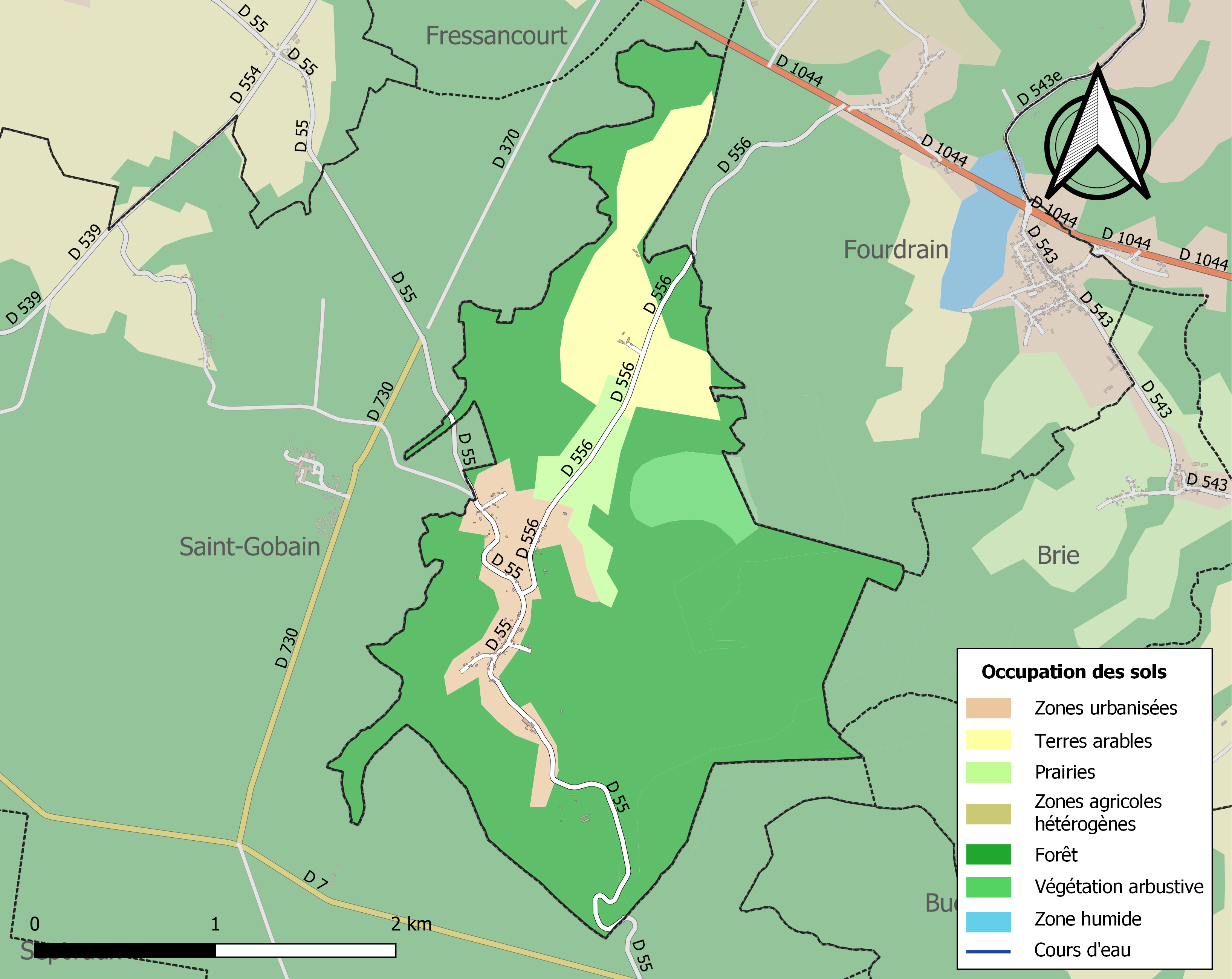
Carte de l'occupation des sols de la commune en 2018 (CLC).

## Toponymie
Le nom de la localité est attesté sous les formes Sanctus-Nicholaus (1089) ; Sanctus-Nicholaus-de-Silva-que-dicitur-Vedogium (1101) ; Sanctus-Nicholaus-de-Vosago, Sanctus-Nicholaus-de-Saltu (1130) ; Sanctus-Nicholaus-de-Silva-Vedogii (1144) ; Monasterium Sancti-Nicholai-de-Boscho (1153) ; Sanctus-Nicholaus-de-Bosco (1164) ; Ecclesia Sancti-Nicholai-de-Nemore (1197) ; Beatus-Nicholaus-in-Bosco (1216) ; Sanctus-Nicholaus-in-Boscho (1234) ; Saint-Nicholay-ou-Bos (1266) ; Saint-Nicholas (XIIIe siècle) ; Sanctus-Nicholaus-in-Bosco (1340) ; Saint-Nicolay-ou-Boys (1411) ; Sainct-Nicolas-aux-Boys (1604) ; Notre-Dame-de-la-Chaussée-de-Saint-Nicolas-aux-Bois (1669).

Durant la Révolution, la commune porte le nom de La Vallée-aux-Bois en 1793.
Saint Nicolas est un hagiotoponyme qui désigne plusieurs saints du christianisme dont le plus célèbre est Nicolas de Myre. Le toponyme évoque une zone forestière situé au milieu de la forêt de Saint-Gobain.

## Politique et administration

### Découpage territorial
La commune de Saint-Nicolas-aux-Bois est membre de la communauté d'agglomération Chauny-Tergnier-La Fère, un établissement public de coopération intercommunale (EPCI) à fiscalité propre créé le 1er janvier 2017 dont le siège est à Chauny. Ce dernier est par ailleurs membre d'autres groupements intercommunaux.
Sur le plan administratif, elle est rattachée à l'arrondissement de Laon, au département de l'Aisne et à la région Hauts-de-France. Sur le plan électoral, elle dépend du  canton de Tergnier pour l'élection des conseillers départementaux, depuis le redécoupage cantonal de 2014 entré en vigueur en 2015, et de la première circonscription de l'Aisne  pour les élections législatives, depuis le dernier découpage électoral de 2010.

### Administration municipale
| Période         | Période                   | Identité            | Étiquette | Qualité                                  |
| --------------- | ------------------------- | ------------------- | --------- | ---------------------------------------- |
|                 | 1876                      | Mennechet           |           |                                          |
| 1877            | après 1879                | Viéville            |           |                                          |
| mars 2001       | mars 2008                 | Claude Davroux      |           |                                          |
| mars 2008       | 6 décembre 2008           | Laurent Gallois     |           | Démissionnaire                           |
| 31 janvier 2009 | mai 2020                  | Nadine Cavigneaux   | DVG       | Employée Réélue pour le mandat 2014-2020 |
| mai 2020        | En cours (au 23 mai 2020) | Jean-Claude Debonne |           |                                          |

## Démographie
L'évolution du nombre d'habitants est connue à travers les recensements de la population effectués dans la commune depuis 1793. Pour les communes de moins de 10 000 habitants, une enquête de recensement portant sur toute la population est réalisée tous les cinq ans, les populations de référence des années intermédiaires étant quant à elles estimées par interpolation ou extrapolation. Pour la commune, le premier recensement exhaustif entrant dans le cadre du nouveau dispositif a été réalisé en 2008.

En 2022, la commune comptait 116 habitants, en évolution de −3,33 % par rapport à 2016 (Aisne : −1,97 %, France hors Mayotte : +2,11 %).
| 1793 | 1800 | 1806 | 1821 | 1836 | 1841 | 1846 | 1851 | 1856 |
| ---- | ---- | ---- | ---- | ---- | ---- | ---- | ---- | ---- |
| 206  | 244  | 240  | 274  | 264  | 255  | 230  | 225  | 218  |

| 1861 | 1866 | 1872 | 1876 | 1881 | 1886 | 1891 | 1896 | 1901 |
| ---- | ---- | ---- | ---- | ---- | ---- | ---- | ---- | ---- |
| 213  | 225  | 243  | 248  | 225  | 237  | 207  | 220  | 192  |

| 1906 | 1911 | 1921 | 1926 | 1931 | 1936 | 1946 | 1954 | 1962 |
| ---- | ---- | ---- | ---- | ---- | ---- | ---- | ---- | ---- |
| 209  | 197  | 119  | 132  | 118  | 116  | 86   | 88   | 87   |

| 1968 | 1975 | 1982 | 1990 | 1999 | 2006 | 2008 | 2013 | 2018 |
| ---- | ---- | ---- | ---- | ---- | ---- | ---- | ---- | ---- |
| 109  | 93   | 107  | 111  | 93   | 104  | 107  | 114  | 119  |

| 2022 | - | - | - | - | - | - | - | - |
| ---- | - | - | - | - | - | - | - | - |
| 116  | - | - | - | - | - | - | - | - |

## Lieux et monuments
- L'ancienne abbaye de bénédictins, fondée vers l'an 1080[30], intégrée aujourd'hui dans une propriété privée, présente d'intéressants vestiges. Derrière le mur d'enceinte, subsiste le logis ainsi que le donjon[31].
- Le Tortoir, prieuré fortifié du XIVe siècle, à 2 km au nord-nord-est du bourg.
- Croix Cesine.
- Église Notre-Dame de Saint-Nicolas-aux-Bois.